# ダルムシュタット市電
ダルムシュタット市電（ドイツ語: Straßenbahn Darmstadt）は、ドイツの都市・ダルムシュタット市内に存在する路面電車。2021年現在はダルムシュタット市内の交通機関を運営するHEAGモビーロによって運営される。

## 歴史

### 第二次世界大戦まで
ダルムシュタットにおける最初の軌道交通が開通したのは1886年8月30日で、ダルムシュタット市から委託された民間企業や銀行によるコンソーシアムによって運営されるスチームトラムを用いた路線であった。エバーシュタット（Eberstadt）やグリスハイム（Griesheim）へ向かう2つの路線に続き、1890年にアルハイルゲン（Arheilgen）方面の路線が開通し、総延長は17.8 kmとなった。だが、これらの路線は主に市内中心部と郊外を結ぶ路線網であり、市内中心部に路線の建設にあたってはスチームトラムの煤煙や騒音が課題となった。そこで、1895年、ダルムシュタット市は中心部に路面電車を建設する事を決定し、1897年11月23日から営業運転を開始した。
この2つの路線網はそれぞれ別の事業者によって運営されていたが、今後の開発における障害となる事が懸念された事で、1912年にヘッセン鉄道株式会社（Hessische Eisenbahn-Aktiengesellschaft、HEAG）が設立され、両事業者の路線網が統合された。その後は第一次世界大戦中の中断を経て郊外路線の電化工事が進み、1922年3月31日をもってスチームトラムの営業運転は終了した。以降はインフレーションの影響による一部系統の運行停止などの事態が起きたものの情勢が落ち着いて以降は延伸が積極的に実施され、1938年時点の総延長は43 km、車両数は64両を記録した。
だが、第二次世界大戦の勃発により延伸計画は中断し、事業者についても発電部門が重要視された事で企業名がヘッセン電気事業（Hessische Elektrizitäts-Aktiengesellschaft、HEAG）に変更された。そして1944年9月11日の空襲によりダルムシュタット市内は甚大な被害を受け、路面電車も運行休止を余儀なくされた。全ての系統が復興したのは翌1946年であった。

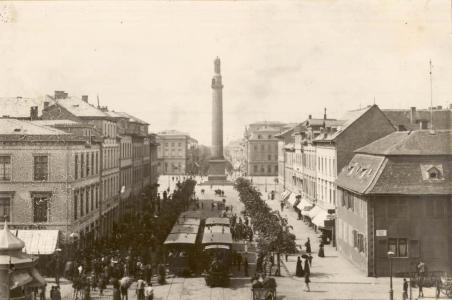
開通当初の光景（1886年撮影）
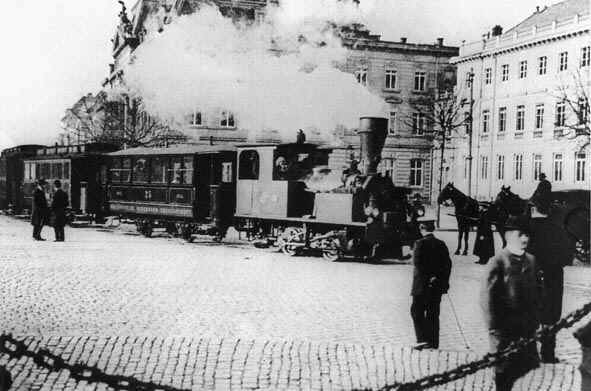
蒸気機関車が使用されていた頃の郊外路線（1899年撮影）
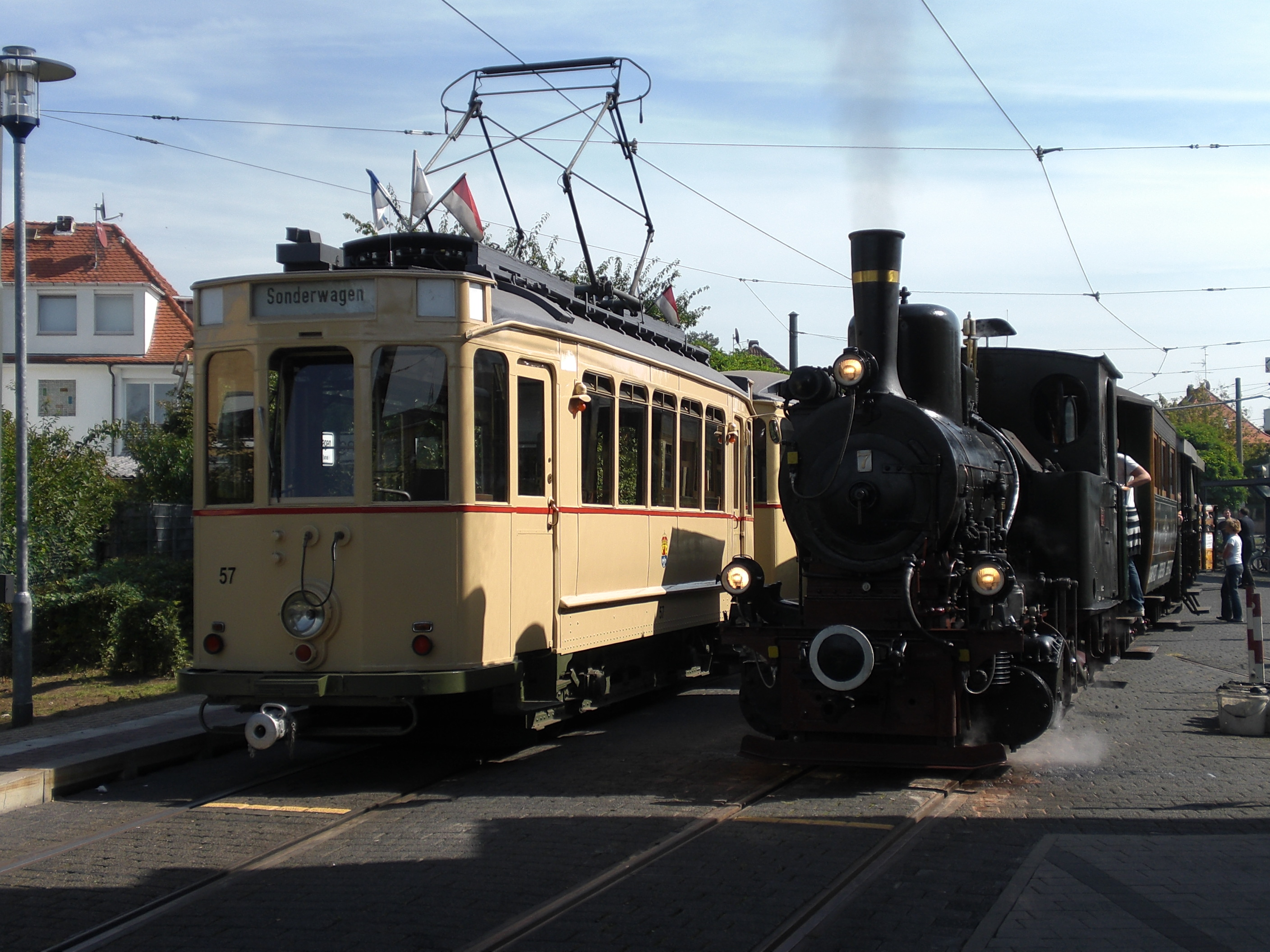
蒸気機関車と並ぶ戦前製の電車（左）（2010年撮影）

### 西ドイツ時代
西ドイツの路面電車となったダルムシュタット市電はモータリーゼーションに直面し、1960年にハインハイマー通り（Heinheimer Straße）への路線が、1970年代初頭にはオーバーヴァルトハウス（Oberwaldhaus）への路線が廃止された。だが、その一方で新規路線の建設や経由区間の変更といった改良工事が積極的に行われたほか、1960年代以降は輸送力が高い連接車の導入が実施された。また、1977年には路線バスと共にコンピュータを用いた管理体制が導入された他、1980年代以降運賃の支払い方法が信用乗車方式へ転換された。
運営体制については長らくヘッセン電気事業による運営が続いたが、1989年にHEAGから路面電車や路線バスなどを運営する輸送部門が分離され、HEAG交通（HEAG Verkehrs-GmbH）が設立されている。

### ドイツ再統一後
ドイツ再統一後、1991年からダルムシュタット市電では一部の電停を通過する急行運転が行われており、2021年現在は1991年に登場した最初の急行系統である6号線が運行を続けている。更に2000年代以降は廃止区間の復活も含めたダルムシュタット北部の延伸が実施されており、最新の路線は2011年8月に開通したローウェンプラッツ（Löwenplatz） - アルハイルゲン（Arheilgen/Dreieichweg）間である。車両についても1994年以降バリアフリーに適した超低床電車の導入が継続して実施され、旧型電車の置き換えが進行している。
運営組織については2004年に再度再編が実施され、HEAGモビーロ（HEAG mobilo GmbH）が設立されたのに合わせて路面電車運営部門にあたるHEAGモビトラム（HEAG mobiTram）へと運営権が移管されたが、同社は2019年11月にHEAGモビーロと合併している。

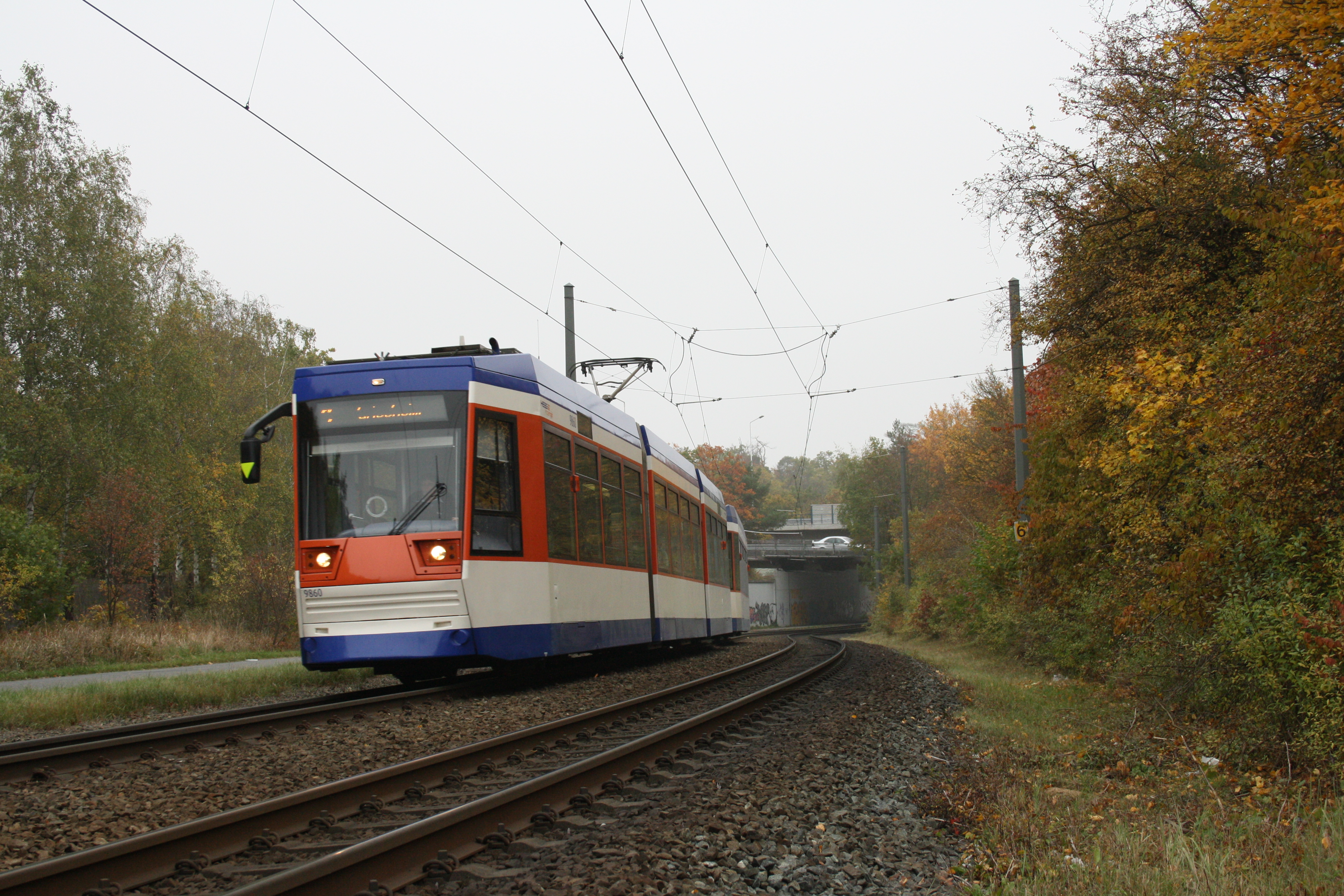
1990年代以降は超低床電車の導入が行われている（2012年撮影）

## 運行
2021年現在、ダルムシュタット市電では以下の9つの系統が運行している。そのうち6号線は途中の電停を通過する急行系統である。これら以外にも1993年から2001年までは同じく急行系統の10号線が存在した。
運賃については、HEAGモビーロが加盟しているライン＝マイン運輸連合（RMV）が制定したゾーンに基づいて設定されており、大半の区間はダルムシュタット中心部（ゾーン4001）に位置するが、郊外へ向かう系統は2つのゾーンを超えて運行する。基本料金は1つのゾーンのみの場合は2.1ユーロ、2つのゾーンを跨ぐ場合は2.75ユーロに設定されている。
| 系統番号 | 経路 | 参考・備考                                                   |
| -------- | --- | ------------------------------------------------------------ |
| 1        | Eberstadt Frankenstein - Wartehalle - Rhein-/Neckarstraße - Hauptbahnhof                                                                       |                                                              |
| 2        | Böllenfalltor - Schloß - Luisenplatz - Rhein-/Neckarstraße - Hauptbahnhof                                                                      |                                                              |
| 3        | Lichtenbergschule - Schulstraße - Schloß - Luisenplatz - Willy-Brandt-Platz - Klinikum - Hauptbahnhof                                          |                                                              |
| 4        | Kranichstein Bhf - Rhönring - Luisenplatz - Rhein-/Neckarstraße - Griesheim Platz Bar-le-Duc                                                   |                                                              |
| 5        | Kranichstein Bhf - Rhönring - Luisenplatz - Rhein-/Neckarstraße - Hauptbahnhof                                                                 |                                                              |
| 6        | Alsbach Am Hinkelstein - Eberstadt Frankenstein - Wartehalle - Rhein-/Neckarstraße - Luisenplatz - Nordbahnhof - Arheilgen Dreieichweg         | Wartehalle - Rhein-/Neckarstraße間は一部電停を通過(急行運転) |
| 7        | Eberstadt Frankenstein - Wartehalle - Rhein-/Neckarstraße - Luisenplatz - Nordbahnhof - Arheilgen Dreieichweg                                  |                                                              |
| 8        | Alsbach Am Hinkelstein - Eberstadt Frankenstein - Wartehalle - Rhein-/Neckarstraße - Luisenplatz - Nordbahnhof - Arheilgen Dreieichweg         |                                                              |
| 9        | Böllenfalltor - Schulstraße - Schloß - Luisenplatz - Rhein-/Neckarstraße - Berliner Allee - Maria-Goeppert-Straße - Griesheim Platz Bar-le-Duc |                                                              |

## 車両
ダルムシュタット市電に在籍する車両には独自の形式名が与えられており、「ST」は「動力車（Straßenbahn Triebwagen）」、「SB」は「付随車（Straßenbahn Beiwagen）」を示す。また、コンピュータによる車両管理体制が開始された1970年代後半以降に導入された車両の番号の上2桁は製造初年の下2桁の数値である。

### 現有車両
- ST12（ドイツ語版） - 1991年から1992年にかけて10両（9115 - 9124）が導入された、ベルリンのワゴン・ユニオン（ドイツ語版）製の3車体連接車。先に製造されたST11と同型の車体を有するが、電気機器や内装に改良が加えられた。2021年現在は後方に超低床付随車のSB09を連結する形で運用に就いている[7][10]。
- ST13 - 1998年に導入された、動力車として初の超低床電車（部分超低床電車）。リンケ＝ホフマンにより20両（9855 – 9874）が製造された[11]。
- ST14 - 輸送力増強と旧型電車の置き換えを目的に、リンケ＝ホフマンを吸収したアルストムにより2007年に18両（0775 – 0792）が製造された部分超低床電車。ST13と同型だが前面形状や一部機器が変更されている[12][13]。
- ST15 - 旧型電車の置き換えや輸送力増強を目的として、2020年1月にスイスのシュタッドラー・レールとの間に導入契約を交わした5車体連接式の超低床電車。全長は43 m、定員は279人で、既存の車両と比べて二酸化炭素の排出量を抑えた空調システムが搭載されている他、運転支援システムやメンテナンス面や快適席の向上が図られた台車などの導入も実施される。2022年から導入が開始されており、2025年までに25両（22101 - 22125）が導入される予定である[5][4][14][15][16][17]。
- SB09 - 1994年に30両（9425 - 9454）の導入が実施された、床上高さを下げた超低床付随車。既存の旧型付随車の置き換えに加え高床式車両との連結運転によるバリアフリーの向上を目的としており、2025年現在も各動力車と連結して運用されているが、ST15形の導入に伴い2024年から廃車が開始されており、一部車両はゲーラ市電（ゲーラ）へ譲渡されている[3][5][7]。

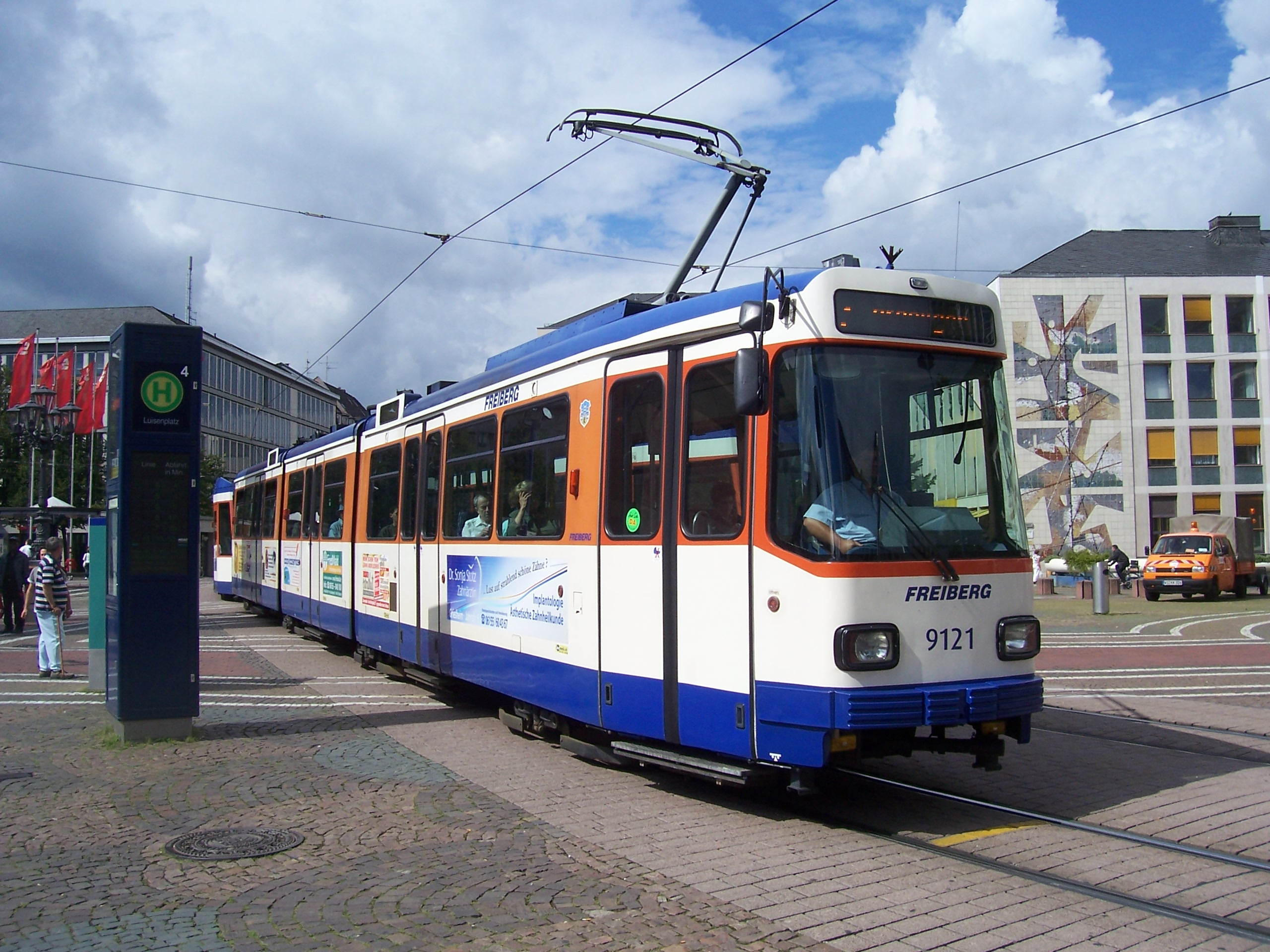
ST12（2007年撮影）
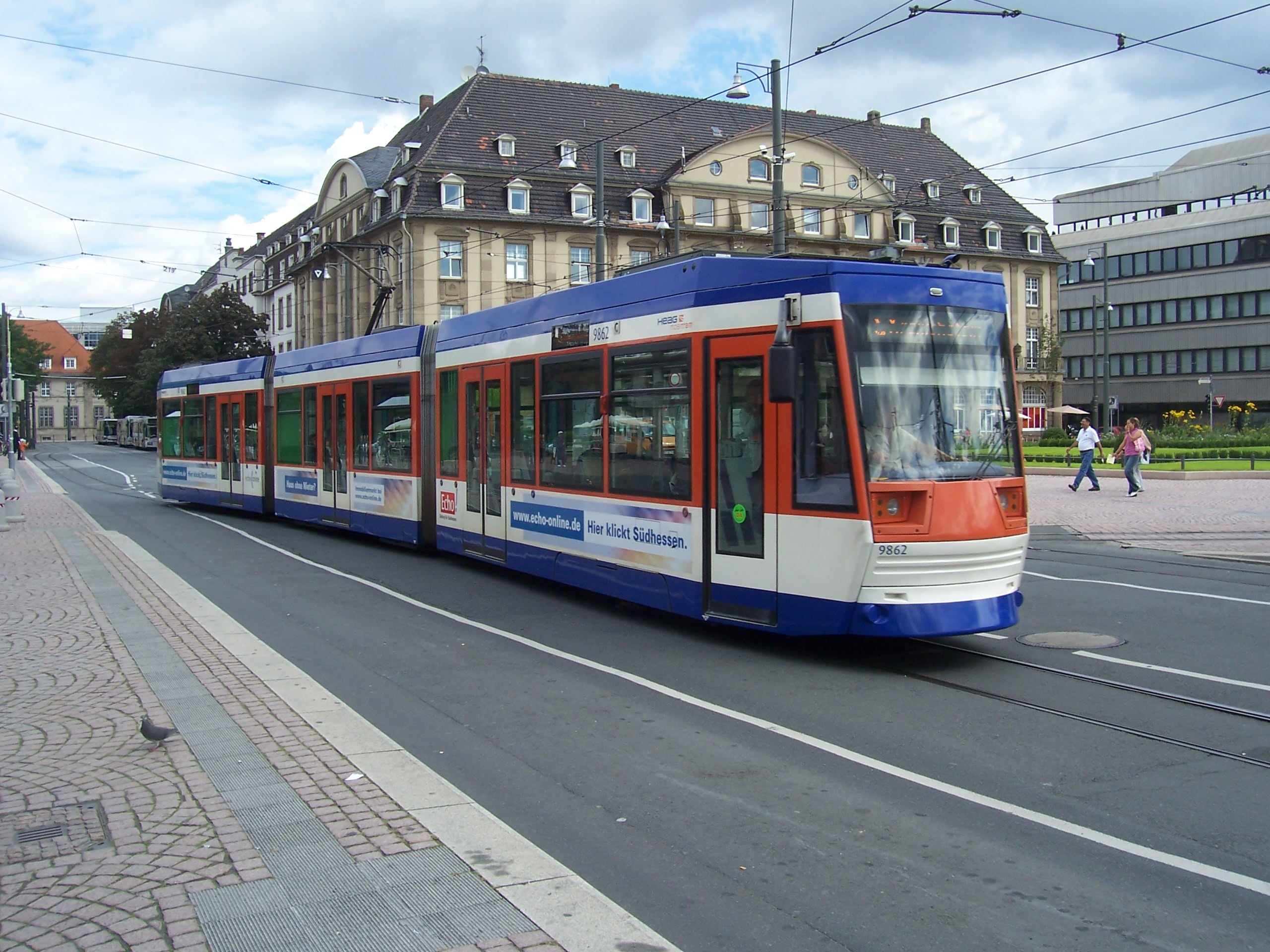
ST13（2007年撮影）
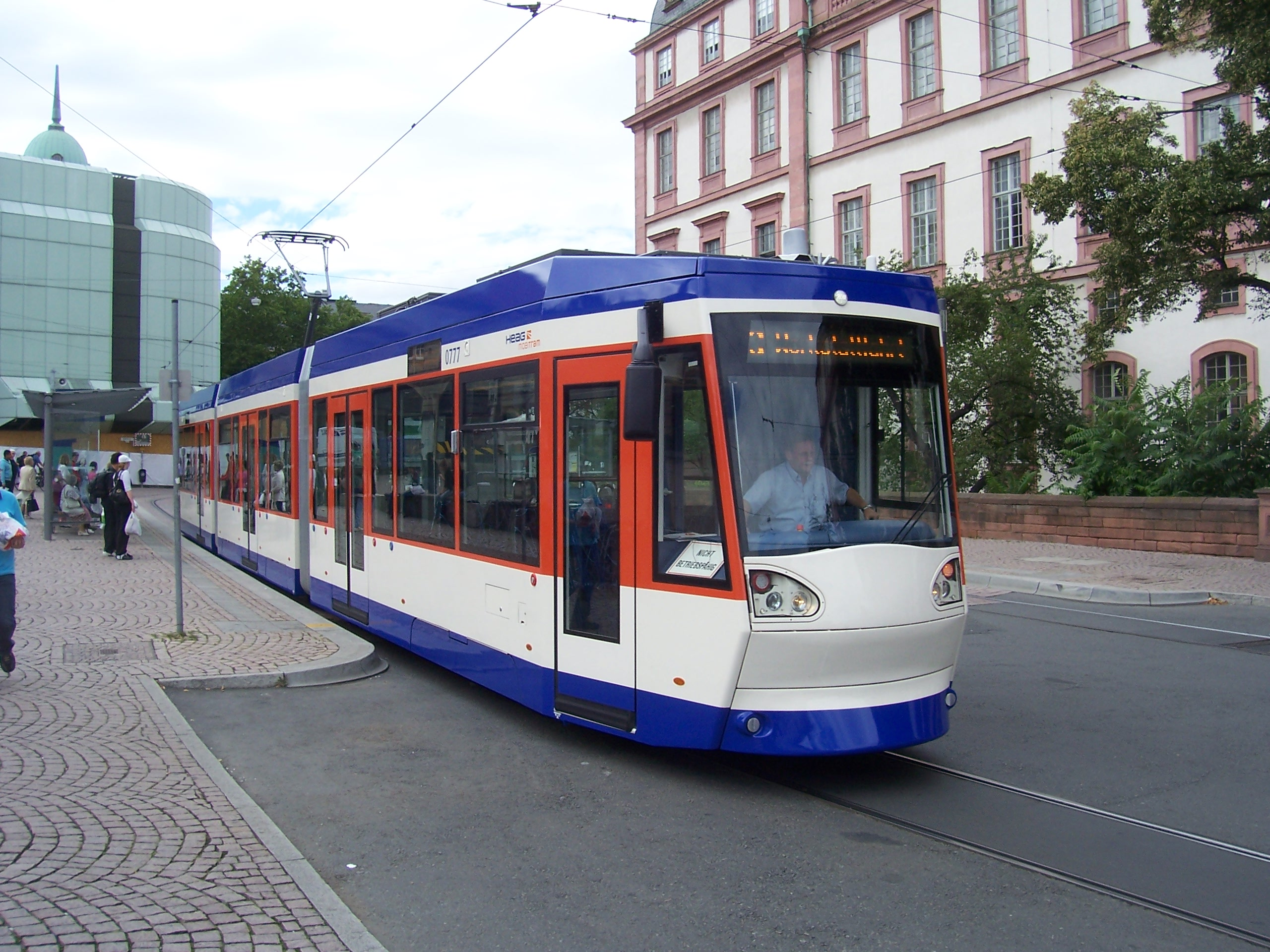
ST14（2007年撮影）
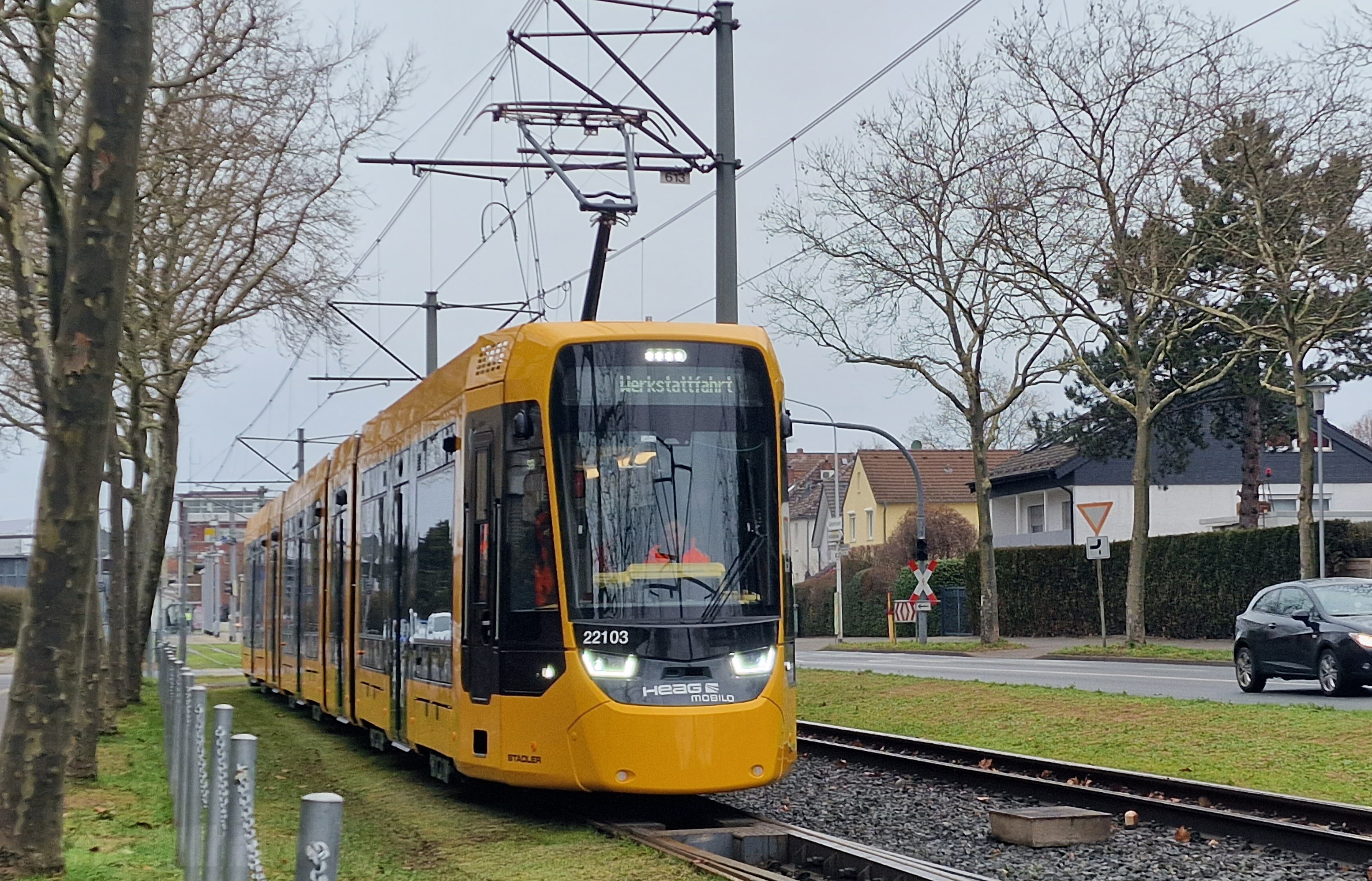
ST15（2023年撮影）
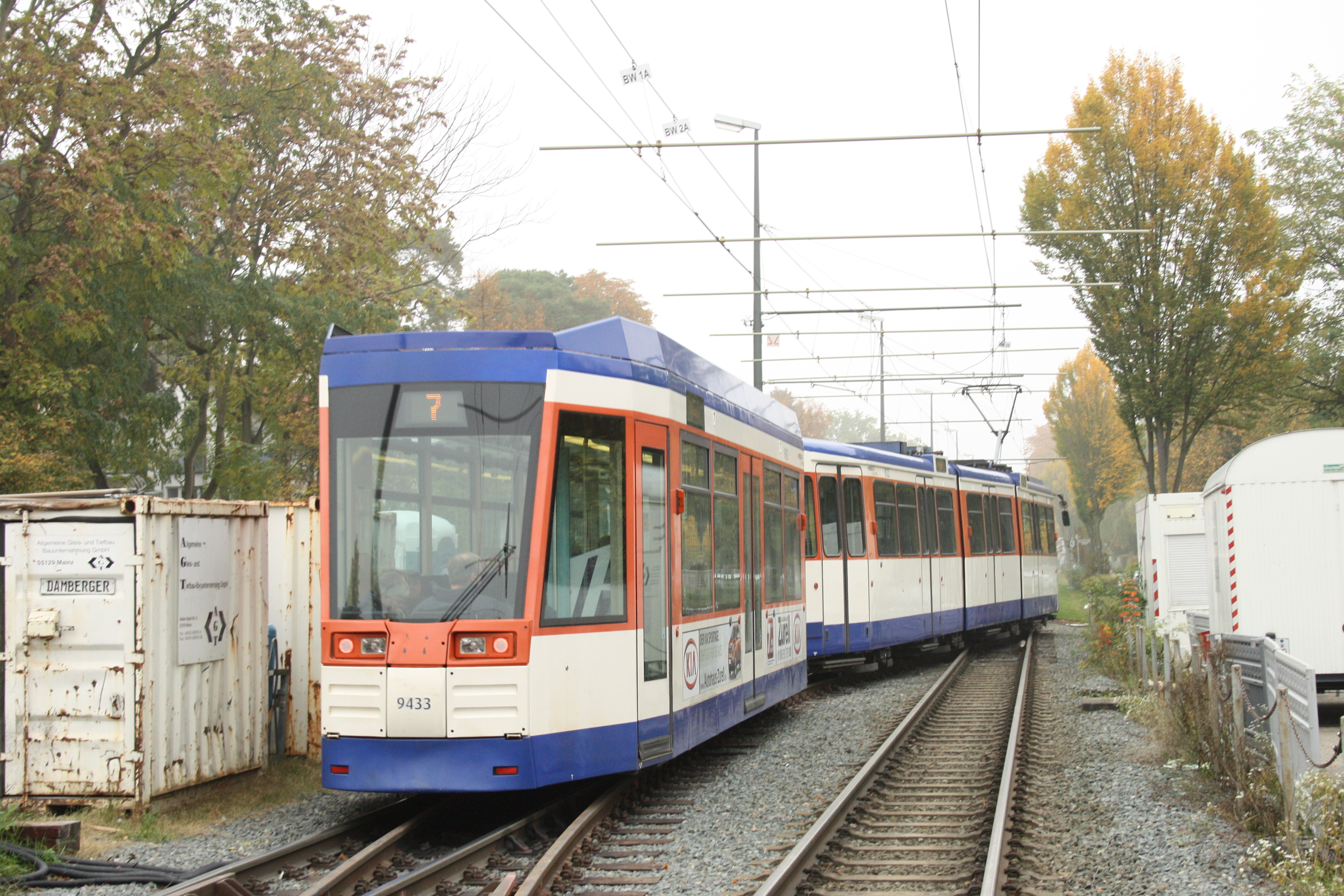
SB09（2012年撮影）

### 蒸気機関車列車

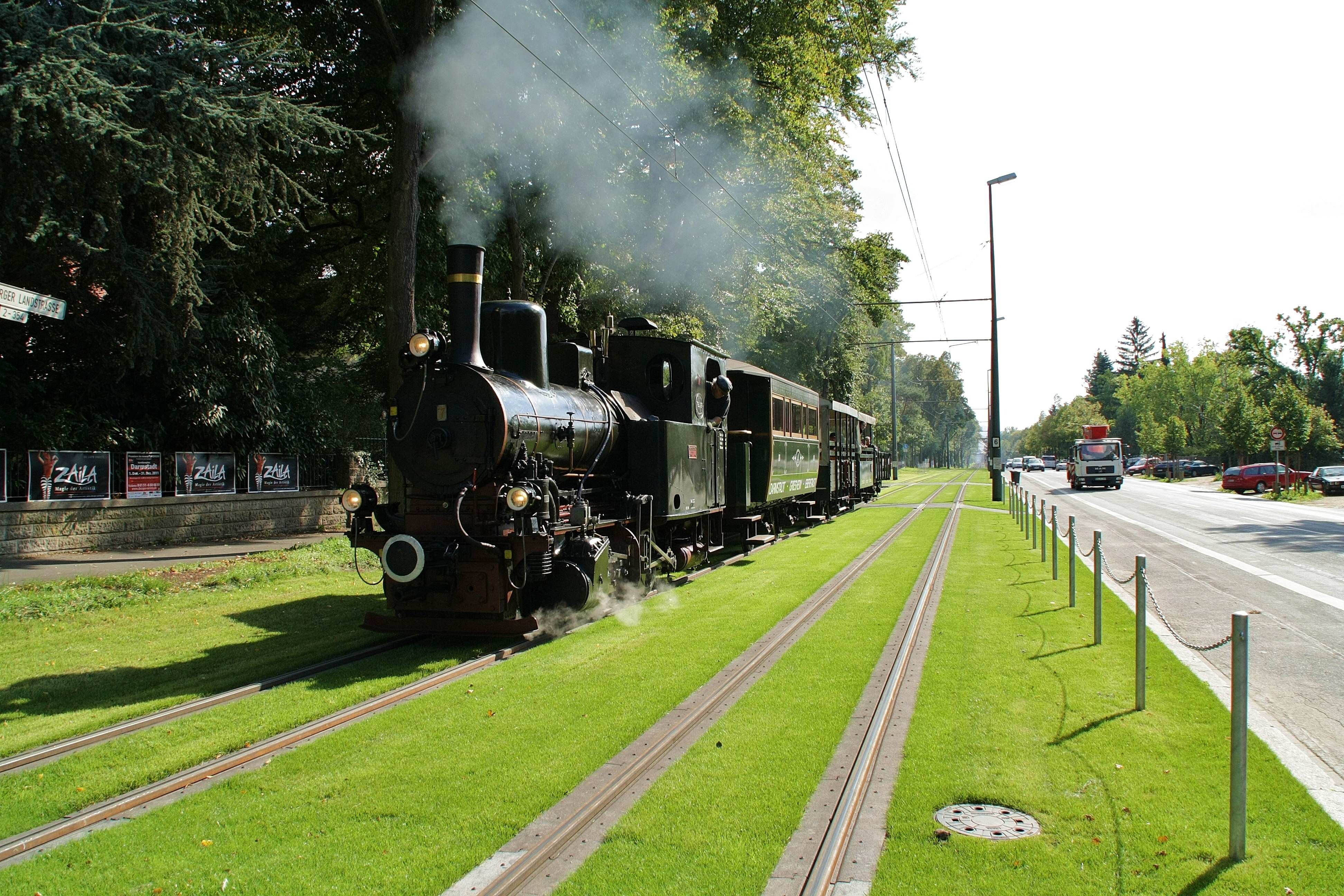
"燃えるエリアス号"（2011年撮影）

1997年の電化100周年を記念して実施された動態保存運転が好評だったことを受け、1998年以降ダルムシュタット市電では特定日の週末に一部区間で蒸気機関車が牽引する客車列車「燃えるエリアス号（Feuriger Elias）」の運行が実施されている。使用される車両は以下の通り。
- 7 - 1919年に製造された、工場内での軌道での使用を前提に製造された蒸気機関車（タンク式機関車）で、ドイツの工業用鉄道で標準的に採用されていた900 mm軌間に対応していた。廃車後にスクラップにされる予定だった所をダルムシュタット市電の鉄道技師によって救出され、同市電の軌間（1,000 mm）への対応を含めた復元工事が実施された。
- 4 - ダルムシュタットでかつて使用されていた客車を基に2003年に製造されたオープンデッキの2軸客車。1914年製の貨車（長物車）から改造された経緯を持つ[18]。
- 101 - 1899年製の2軸無蓋車を改造した、側面に窓がない2軸客車。1998年から使用されている[19]。
- 100 - 1944年に製造されマインツで使用されていた貨車を改造した客車。車体の製造にあたっては、かつてダルムシュタットで使用されていた窓がない2軸客車の構造が基になっている[20]。
- 301 - 1887年に製造された、スチームトラム時代のダルムシュタットの路面軌道における最後の現存車両。当初は客車として製造されたが何度かの改造により事業用の貨車とされた後、1996年に客車への復元工事が実施された。他の客車と異なり屋根が存在しない[21]。

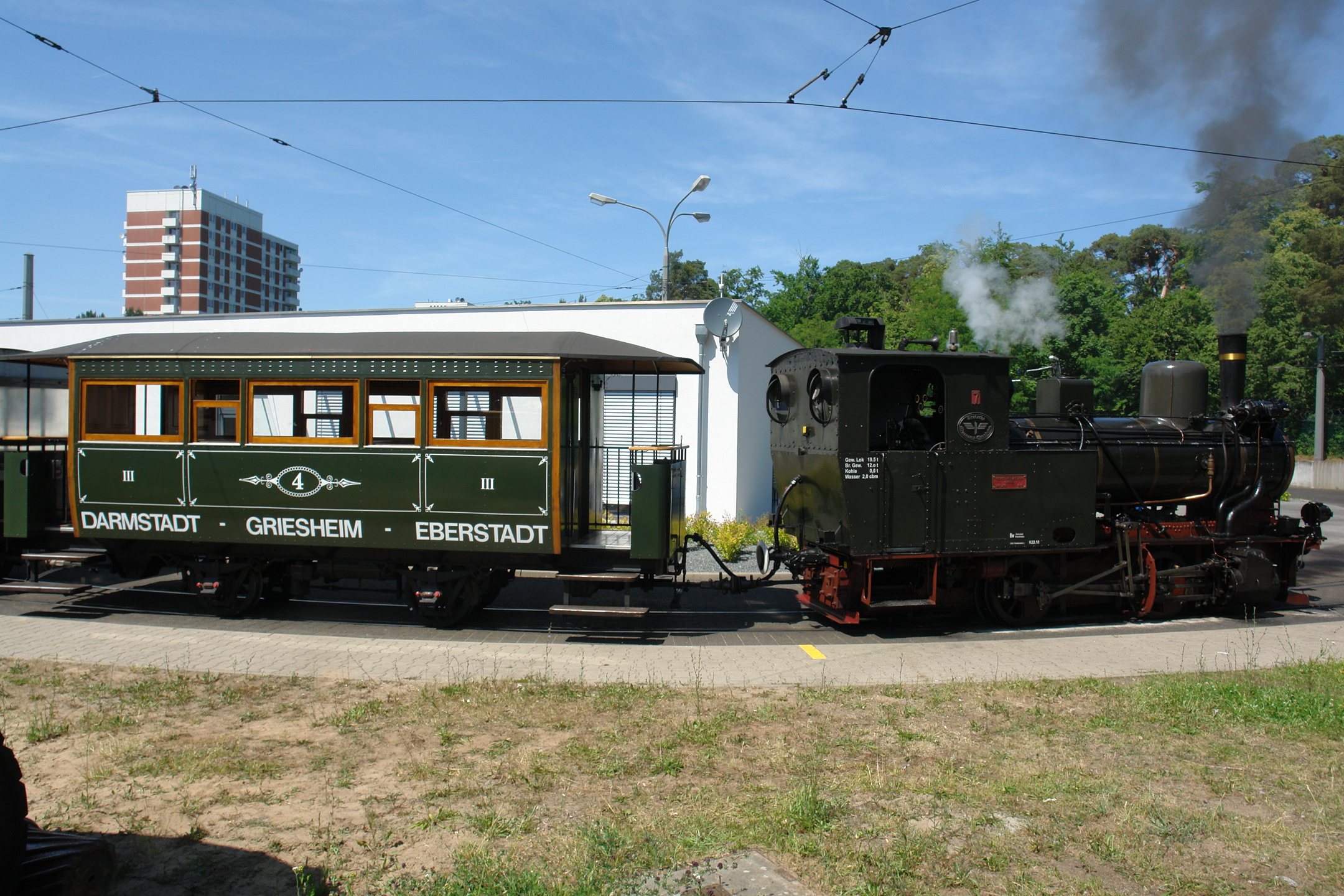
左：7（蒸気機関車） 右：4（客車） （2015年撮影）
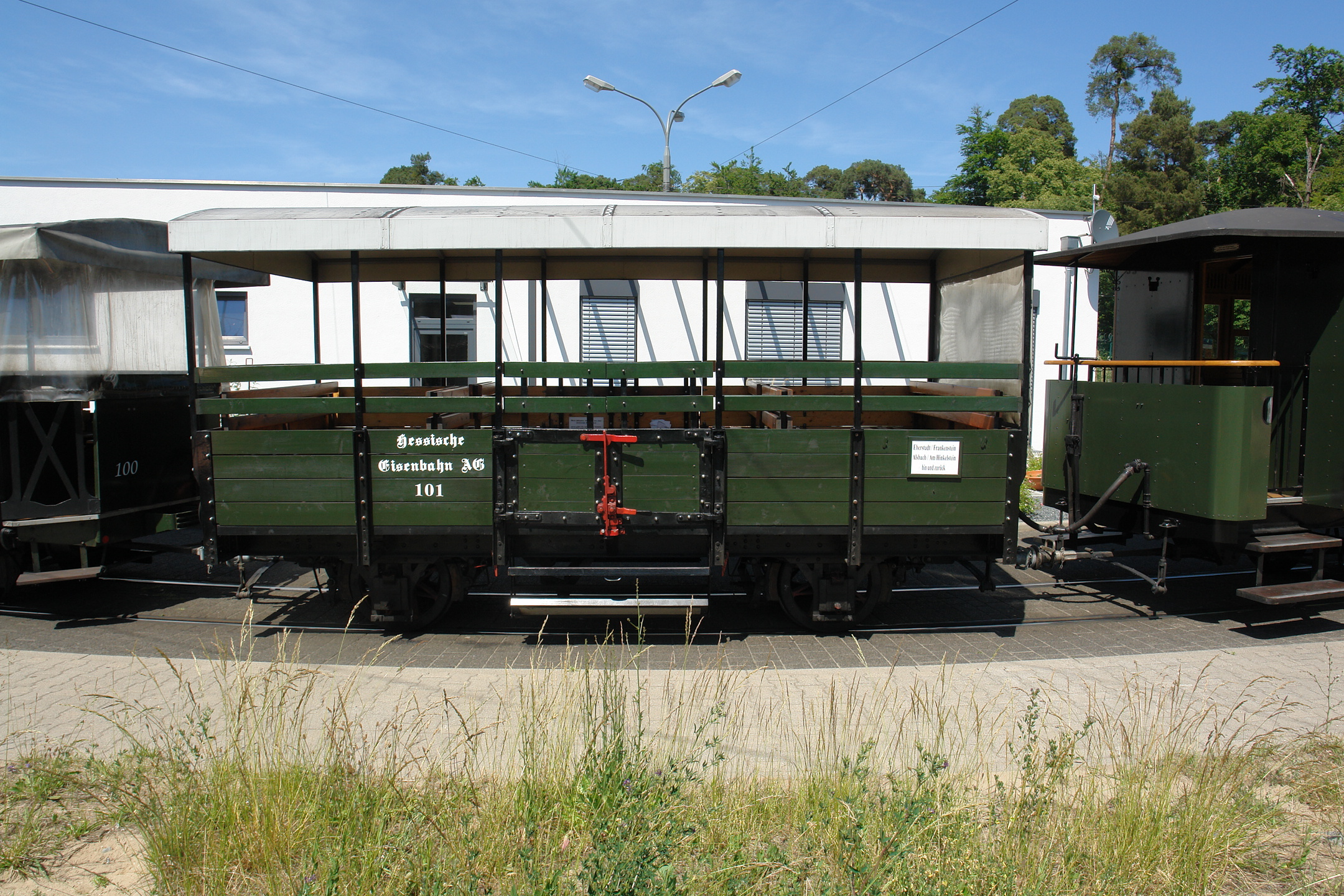
101 （2015年撮影）
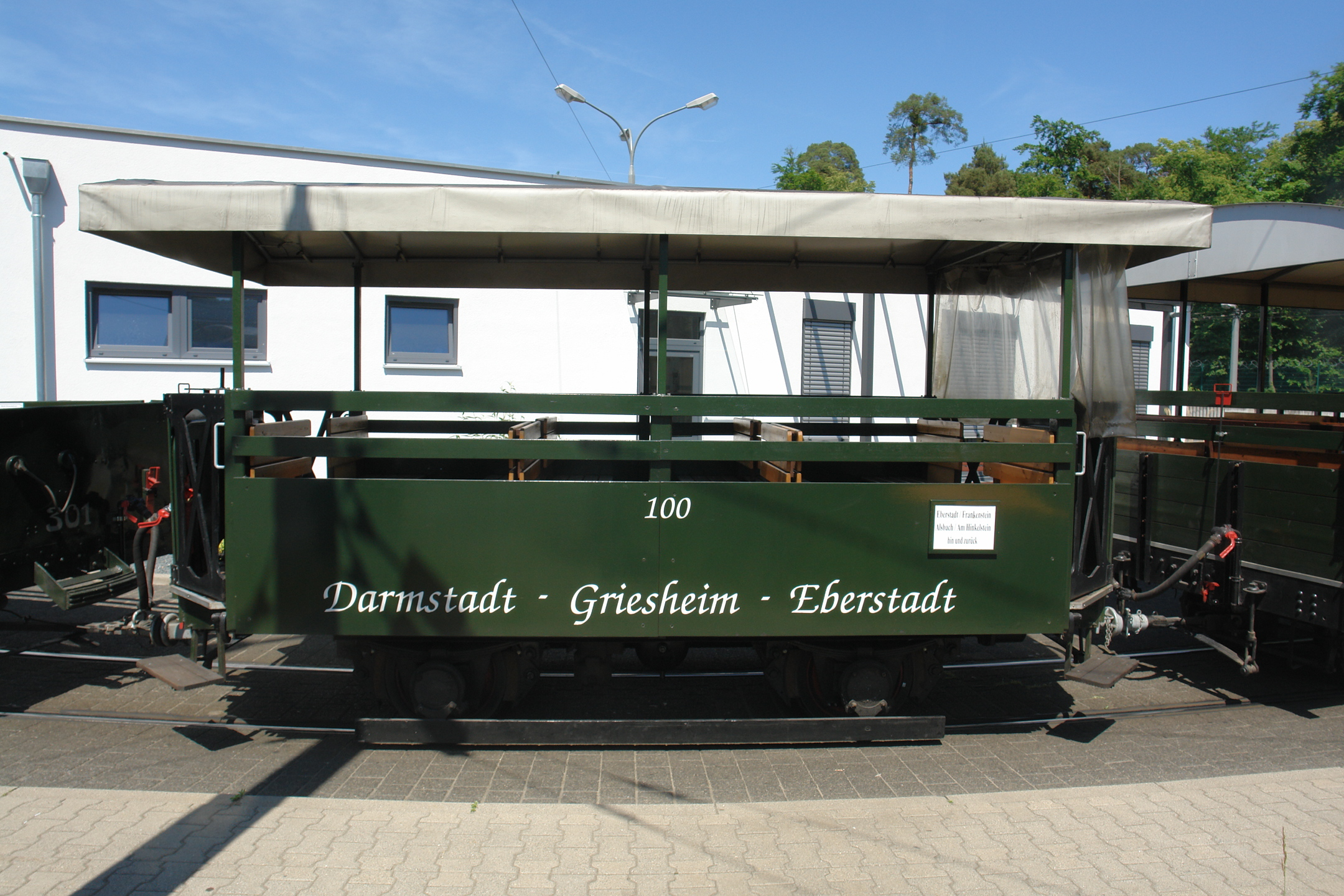
100 （2015年撮影）
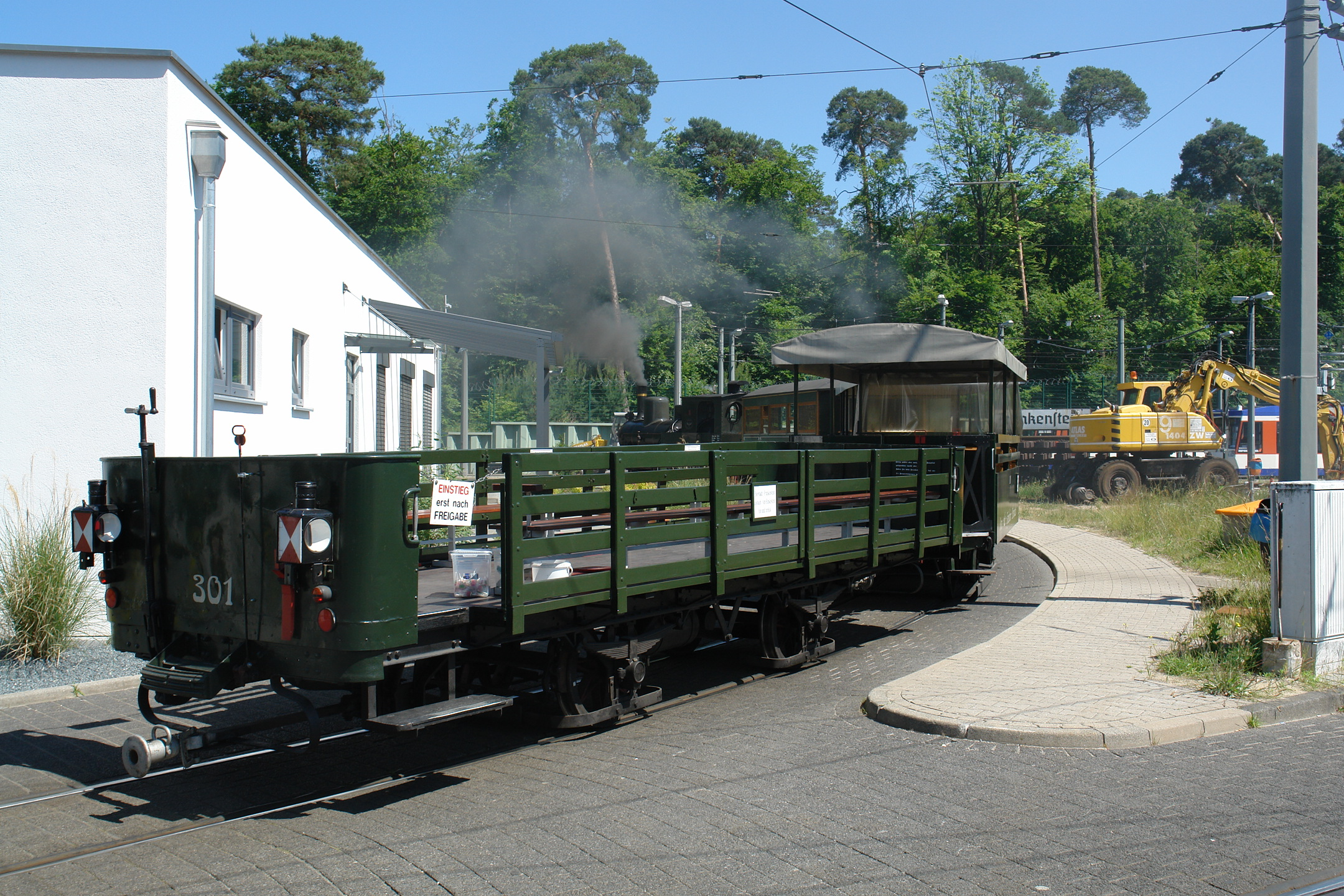
301 （2015年撮影）

### 過去の車両
過去にダルムシュタット市電で使用された車両の一部はダルムシュタット＝クラニヒシュタイン鉄道博物館協会（Eisenbahnmuseum Darmstadt-Kranichstein e. V.）による動態保存が実施されている他、1990年代以降に引退した車両の大半はルーマニアのヤシ市電（ヤシ）への譲渡が実施されている。

#### 動力車
- ST1 - 輸送力増強を目的に、1903年に16両（19 - 34）が導入された2軸車。1950年代まで使用された。
- ST2 - 1913年に15両（35 - 49）が導入された2軸車。複電圧車として製造され、電圧が異なっていたエバーシュタット方面の系統にも対応していた。1965年まで使用された後、2両が現存する。
- ST3 - 1925年に18両（50 - 67）が導入された2軸車。2021年現在も一部車両が残存し、うち57は動態保存されている。
- ST4 - 1929年に12両（68 - 79）が導入された2軸車。座席が革張りに変更され、1970年まで営業運転に使用された。2021年現在も2両が現存する。
- ST5 - 第二次世界大戦後初の新型車両として、1947年に5両（81 - 85）が導入された2軸車。戦時中から終戦直後にかけてのドイツの規格型車両であった「クリークスシュトラーセンバーンワーゲン（Kreig Straßenbahn Wagen、KSW）」の1つで、1977年まで使用された。これらの車両はその後すべて解体された一方、2008年にダルムシュタット＝クラニヒシュタイン鉄道博物館協会はアウクスブルク市電で使用された同型車両を購入し、「501」と言う車両番号を付けたうえで動態復元工事を行っている[22][23]。
- ST0 - 1951年に廃止されたマールブルク市電（ドイツ語版）（マールブルク）からの譲渡車。2両（1、2）が導入され、1966年まで使用された。
- ST6 - 1954年から1955年に9両（11 - 19）が導入された2軸車。1990年代まで一部車両が予備車として残存し、それ以降も事業用車両や団体用車両「Datterich-Express」に改造された車両が在籍する他、1両（15）が静態保存されている。
- ST6' - 1964年に廃止されたレーゲンスブルク市電（レーゲンスブルク）からの譲渡車。4両（86 - 89）が導入され、そのうち1両（88）は1990年にレーゲンスブルクに返還され静態保存された一方、残りの車両は1992年まで使用された。
- ST7 - 1961年に13両（21 - 33）が導入された、ダルムシュタット市電初の連接車（2車体連接車）。デュッセルドルフ車両製造（→デュワグ）が展開したデュワグカーに類似した外見を有したが、製造はワゴン・ユニオンに社名が変更される以前のドイツ車両機械工場（ Deutsche Waggon- und Maschinenfabriken、DWM）が実施した。1998年まで使用され、引退後は複数両がダルムシュタット市電で保存されている一方、一部はヤシ市電へ譲渡され2010年頃まで使用されていた[24]。
- ST8 - 1963年に7両（91 - 97）が製造された、ST7の増備車。ST7と同様に1998年まで使用され、火災で廃車となった1両を除きヤシ市電へ譲渡された。
- ST9 - 1969年に廃止されたレムシャイト市電（ドイツ語版）（レムシャイト）からの譲渡車で、1960年製の2車体連接車。6両（61 - 66）が使用され、他車よりも車体幅が狭い事から「ツイッギー」と言う愛称で呼ばれていた。1992年まで使用され、その後は一部車両が各地の博物館で保存されている。
- ST10 - ワゴン・ユニオンが生産した2車体連接車。1976年と1977年に8両（7601 - 7608）が導入された。2007年まで使用され、大半の車両がヤシ市電に譲渡された一方、ラストナンバーの7608はダルムシュタット市電で動態保存されている[3]。
- ST11 - ワゴン・ユニオンで製造された、ダルムシュタット市電初の3車体連接車。1982年に6両（8209 - 8214）が製造され、2008年まで営業運転に使用された。その後一部車両は解体されたが、8210は動態保存され、8211 - 8213はヤシ市電へ譲渡されている[3]。

#### 付随車
- SB1 - 1913年に10両（107 - 116）が製造された、ST2と同型の付随車。1965年まで使用された。
- SB2 - 1920年に15両（117 - 131）が製造された車両。本来はトルコ向けとして作られた経緯を持つ。1962年まで使用された。
- SB3 - 1926年製の付随車。10両（132 - 143）が製造され、子供向け車両として残存した1両（132）を除き1970年までに廃車された。
- SB4 - 1897年の電化路線開通時に導入された2軸車を改造した形式。1927年から1932年までに13両（144 - 156）が導入され、1958年まで使用された。
- SB5 - ST5と同型の付随車。1947年に9両（171 - 179）が導入され、2021年現在は1両（171）が現存する。
- SB6 - ST6と同型の付随車。1951年から1954年にかけて18両（181 - 198）が製造された。1987年まで使用され、2021年現在は182が動態保存されているほか、一部は団体用車両「Datterich-Express」用に改造され残存する。
- SB6' - レーゲンスブルク市電からの譲渡車。4両（199 - 202）が導入され、廃車後は1両がレーゲンスブルクへ返還された一方、ダルムシュタットには1両が静態保存されている他、1両分の車体が現存する。
- SB7 - ST7およびST8との連結運転を前提に設計されたボギー車。1965年に12両（151 - 162）が製造され、SB09に置き換えられる1994年まで使用された。2021年現在は1両（154）が保存されている他、地元の消防団の訓練用として1両が残存する[25]
- SB8 - ビーレフェルト市電から譲渡された付随車。1988年から営業運転に投入されたが、1994年に引退し、短期間の使用期間に終わった。

#### ギャラリー

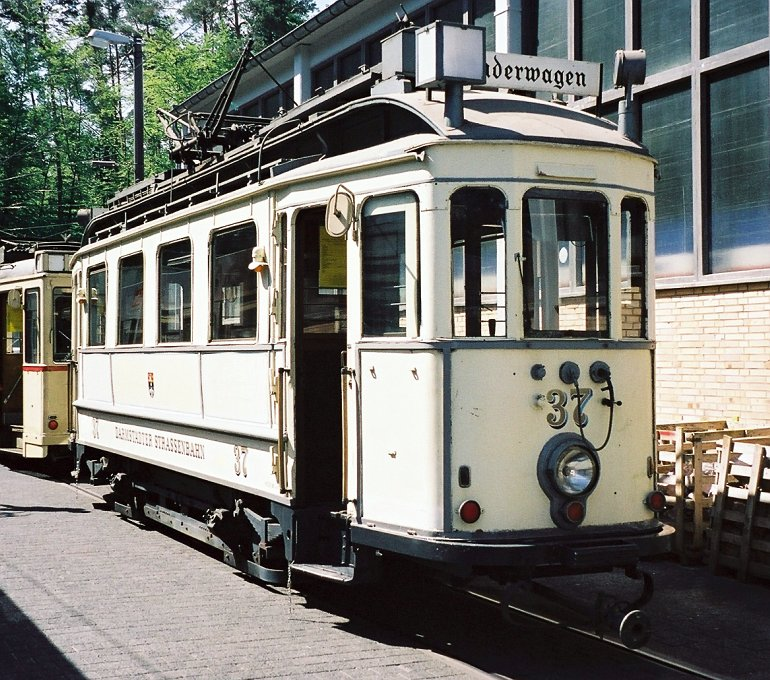
ST2 （2004年撮影）
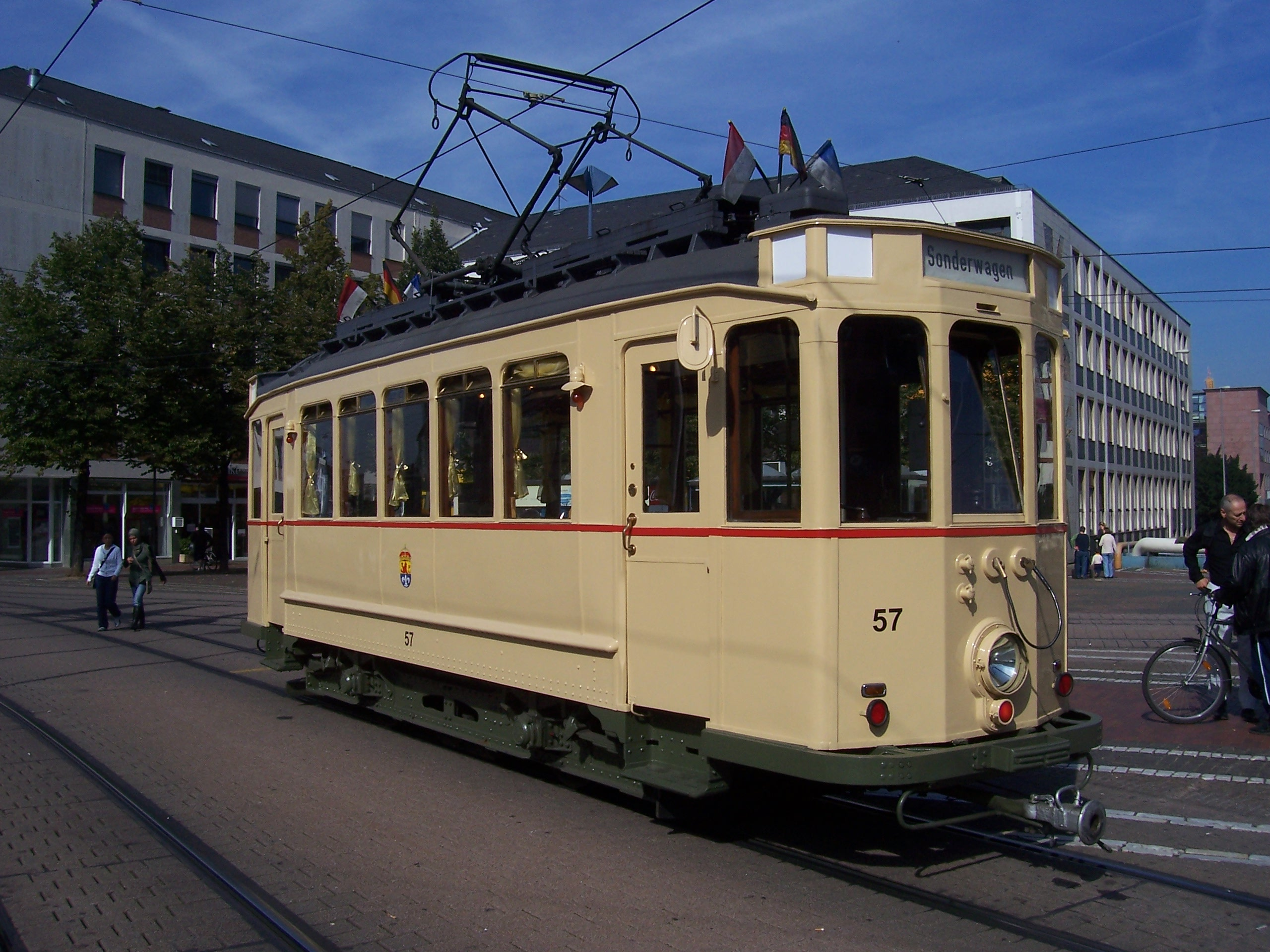
ST3 （2007年撮影）
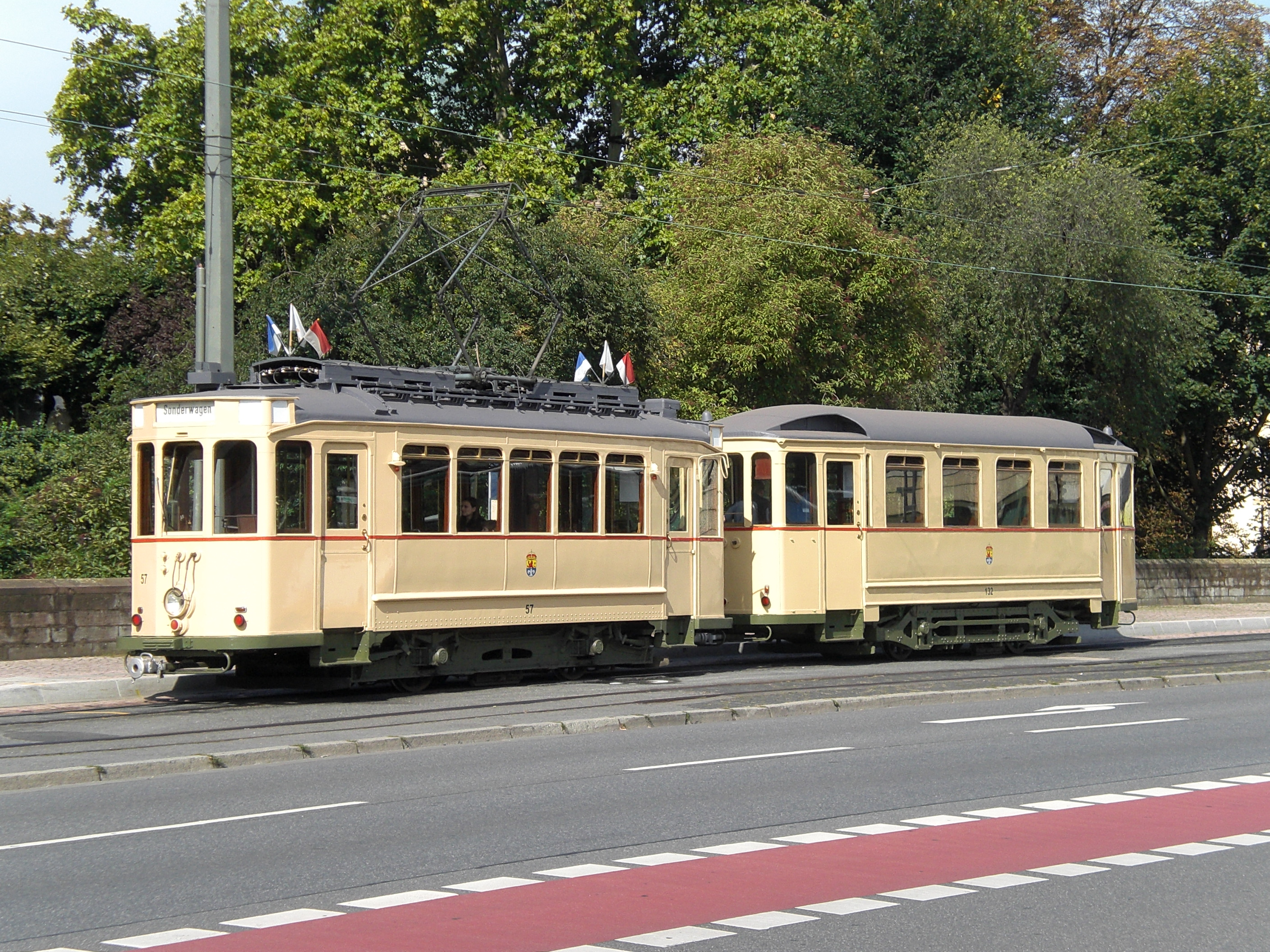
ST3（左） SB3（右）
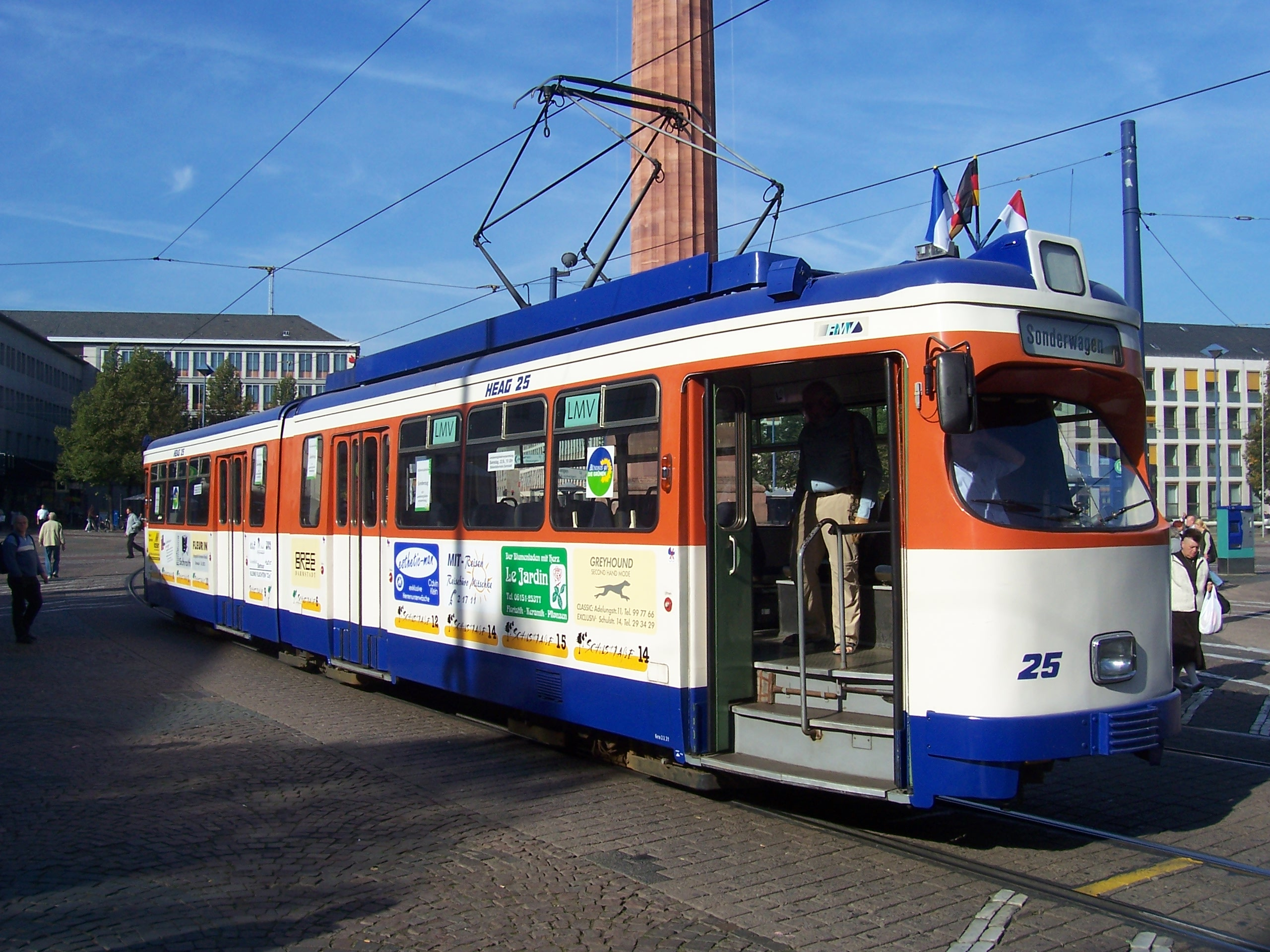
ST7 （2007年撮影）
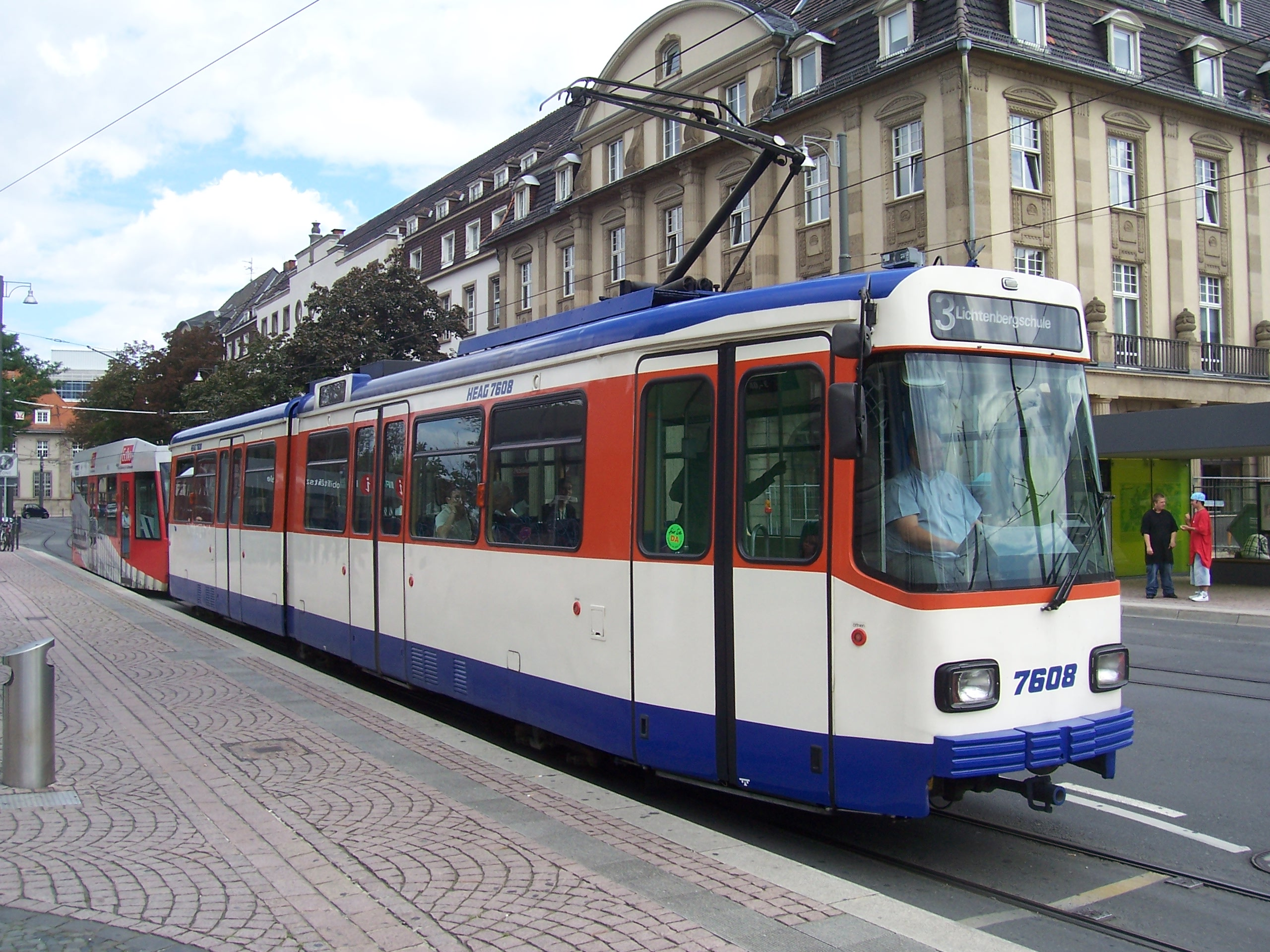
ST10 （2007年撮影）
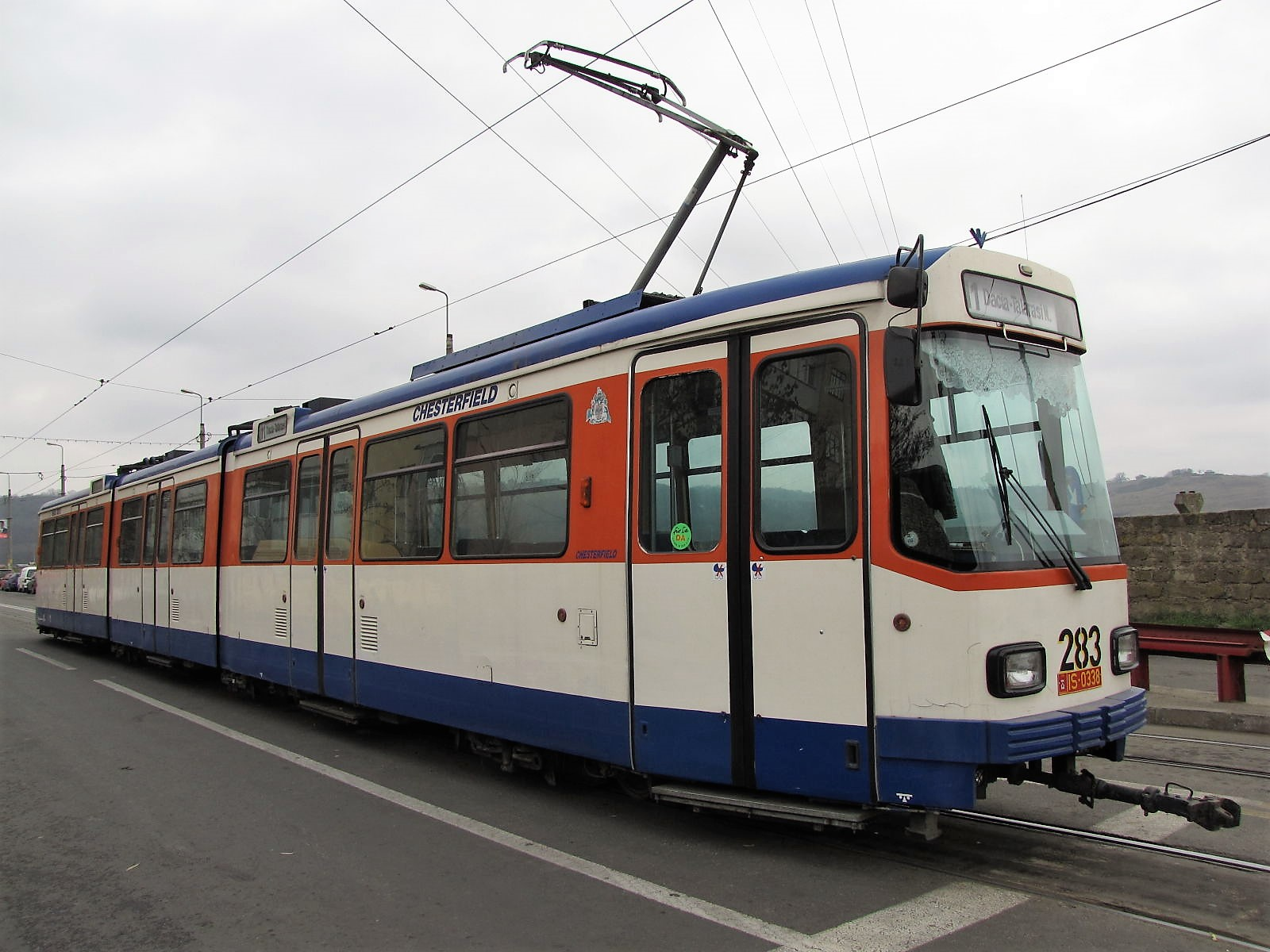
ST11（ヤシ市電譲渡後） （2009年撮影）
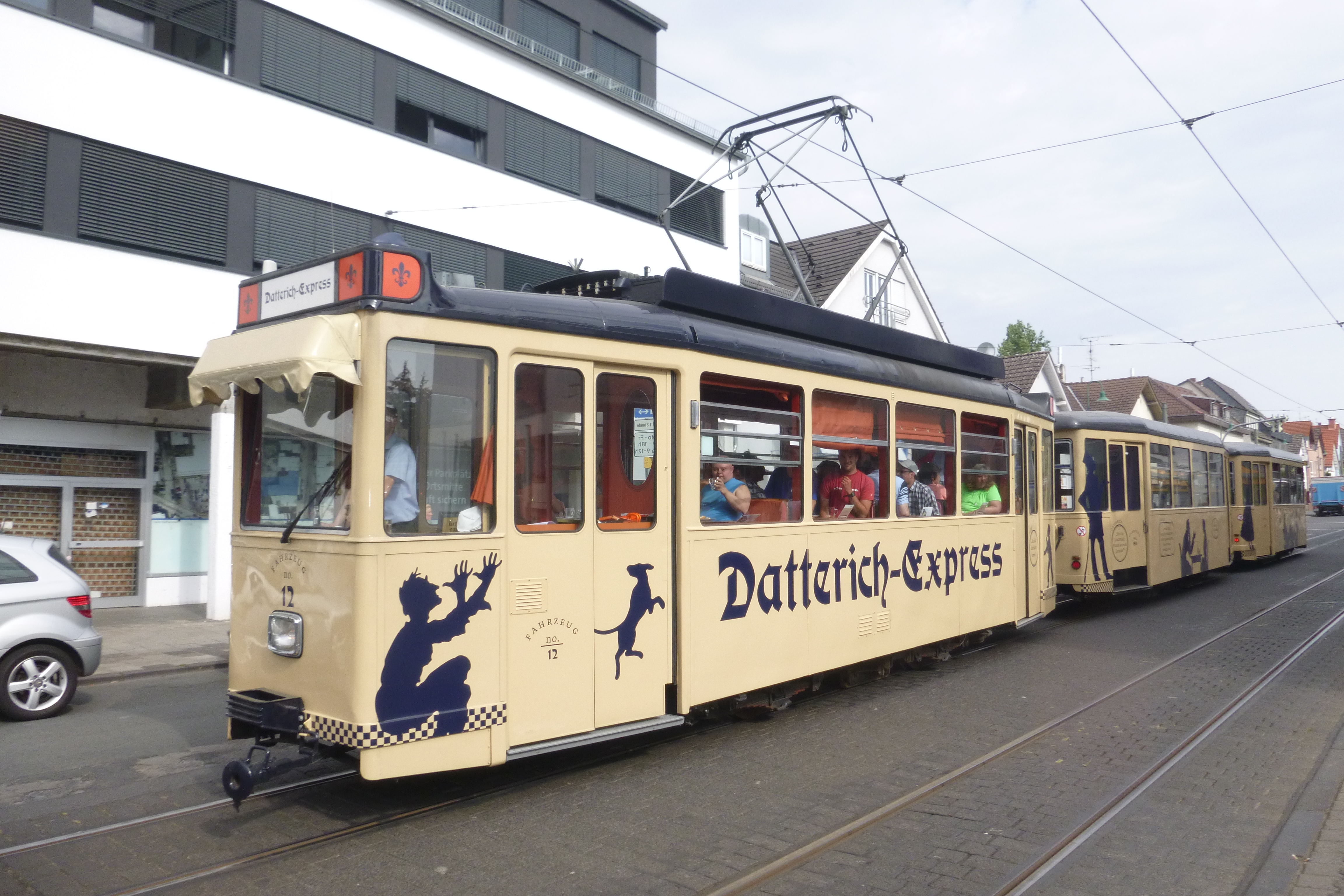
団体列車「Datterich-Express」 （2018年撮影）
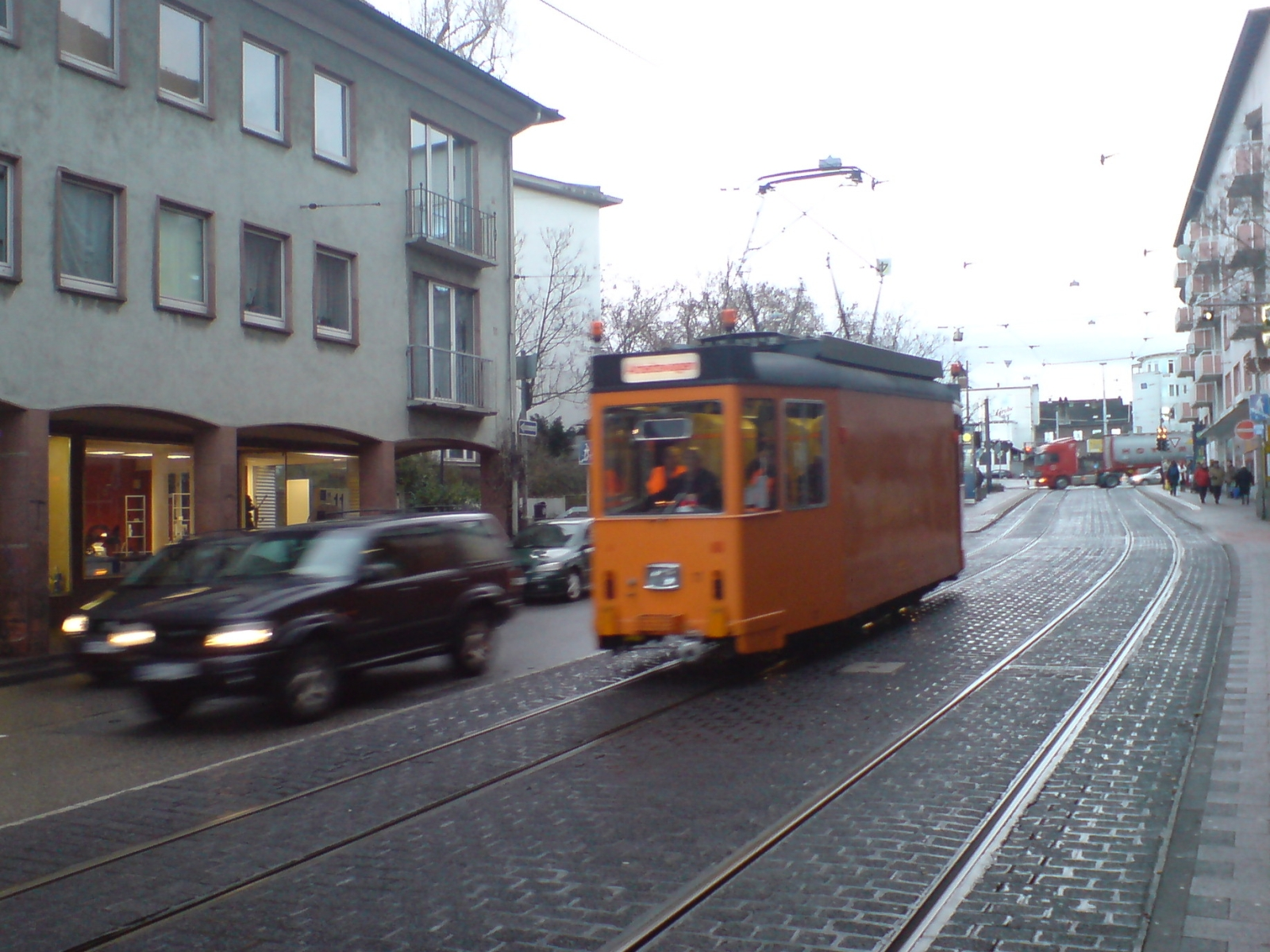
事業用車両に改造された車両 （2009年撮影）